# Thomas le Mousquetaire

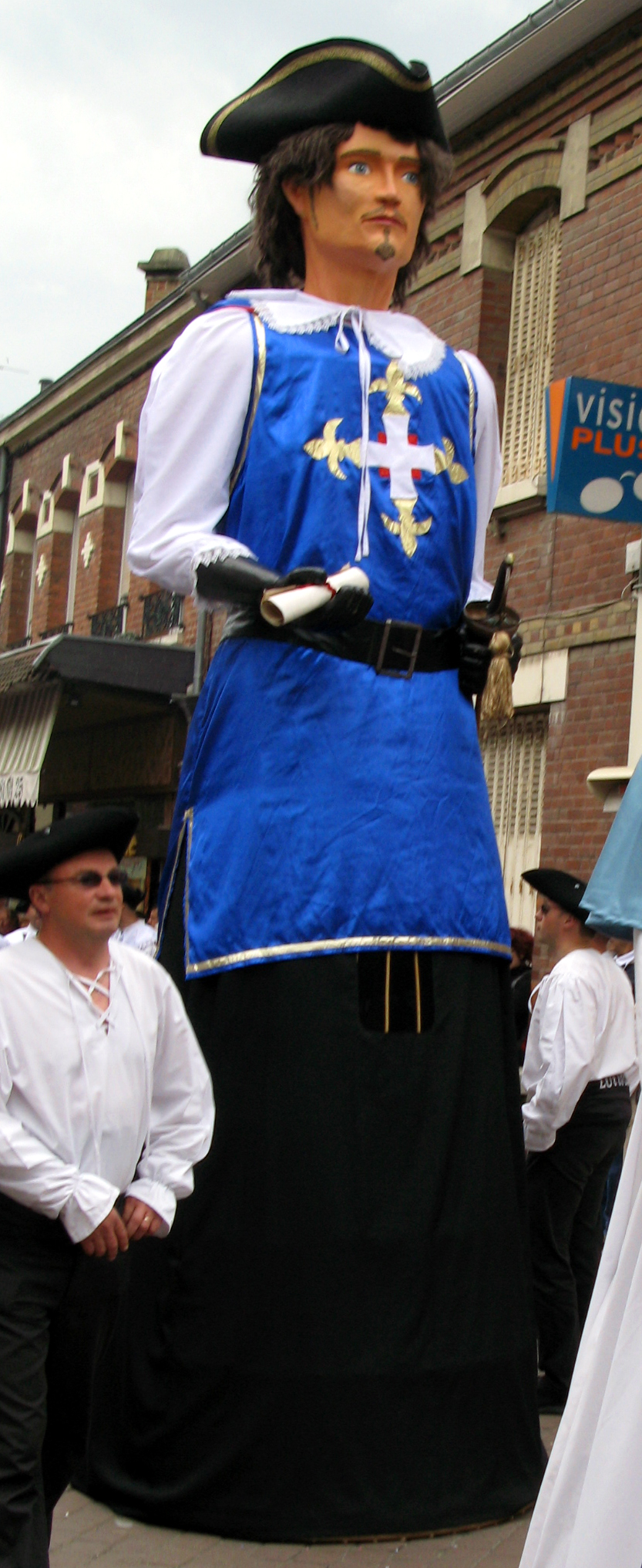
Thomas le Mousquetaire, l'épée sur la hanche gauche, tient un parchemin dans la main droite.

Thomas le Mousquetaire est un géant de processions et de cortèges inauguré en 1999 et symbolisant la localité de Zuytpeene, en France.
Le géant a une hauteur de 4,20 m et un poids de 59,5 kg, il nécessite un porteur.
Il est coiffé d'un chapeau dont le bord est relevé en tricorne et porte une tunique bleue décorée d'une croix sur la poitrine. Ganté de cuir, il tient (de la main gauche) une épée suspendue à la ceinture et (de la main droite) une lettre sous forme de rouleau entouré d'un ruban maintenu par un sceau.

## Pour approfondir